# Paracranaus crassipalpis
Paracranaus crassipalpis is een hooiwagen uit de familie Cranaidae.